# Edith Grøn
Edith Dorthe Grøn, född 19 februari 1917 i Köpenhamn, död 15 mars 1990 i Managua i Nicaragua, var en danskfödd nicaraguansk konstnär och skulptör.

## Uppväxt och familj
Grøn föddes i Köpenhamn 1917 som dotter till Vilhelm (Guillermo) Andersen Grøn och Sofíe Rasmussen. Hon hade en yngre bror, Niels Aage Frederik Grøn. År 1923 flyttade familjen till Nicaragua på grund av den svåra ekonomiska situationen i Danmark efter första världskriget. De bosatte sig först på en kaffegård i Matagalpa och sedan i Chontales. År 1926 flyttade familjen till Managua där de öppnade en affär och restaurang vid namn La Casa Dinamarca, där hela familjen arbetade. När Edith var 14 år gammal blev hon allvarligt skadad i en trafikolycka när familjen var på väg hem från en strandutflykt. Läkarna lyckades rädda livet på henne, men ansiktet blev deformerat. Från 1932 till 1935 studerade hon på gymnasieskolan Collegio Bautista. Grøn gifte sig aldrig, men hade tre seriösa pojkvänner under sitt liv. Den förste av dessa, från 1938, var boxaren Silvio 'Bill' Turcios, som med sin muskulösa kropp stod som modell för statyer av Diriangén och Andrés Castro.

## Konststudier
Grøn studerade först konst vid Escuela de Arte de Managua under skulptören Genaro Amador Lira. År 1944 vann Grøn första pris, Primer Premio del Concurso de Arte 'Rubén Darío', i en konstutställning på Palacio de la Cultura i Managua, med en skulptur vid namn Amo Muerto. Samma år började hon studera på Academia de San Carlos vid Universidad Nacional Autónoma de México, där hon tog klasser med Fidias Elizondo, Ignacio Asúnsolo och Luis Ortiz Monasterio. Från april 1947 till november 1948 vistades hon i New York där hon studerade skulptur och keramik på Columbia University.

## Konstnärligt arbete

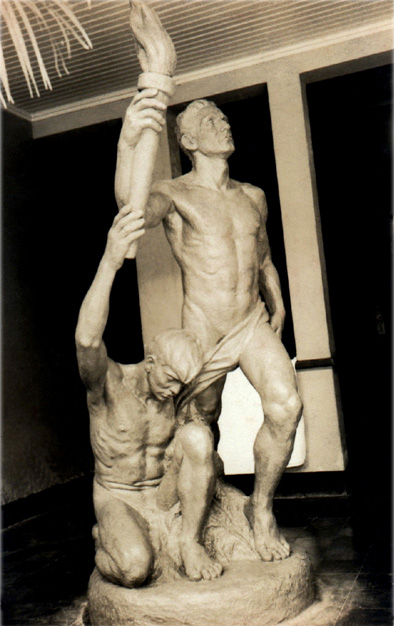
Skulpturen El Relevo (stafettavlösningen), Parque del Palacio de Comunicaciones, Managua.

Efter att ha återvänt till Nicaragua från USA började Grøn arbeta på en serie skulpturer som år 1953 ställdes ut på Palacio y Biblioteca Nacional de Managua. Teman för Grøns skulpturer inkluderade porträtt, aktstudier, folkminnen, vardagshändelser och minnesmonument. Hennes konst var bland annat influerad av den rumänske skulptören Constantin Brâncuși.
Grøn skapade ett stort antal byster på kända nicaraguaner, såsom lärarinnan Doña Chepita Toledo de Aguerri och doktor Joaquín Vigil. Grøn skapade också en serie skulpturer av nicaraguanska nationalhjältar: soldaten Andrés Castro, läraren Enmanuel Mongalo y Rubio, arbetaren Felipe Neri Fajardo, generalen José Dolores Estrada Vado, indianledaren Diriangen och presidenten Emiliano Chamorro Vargas. Den person som hon gjorde flest skulpturer av var poeten Rubén Darío, vilka ibland inkorporerade verser från hans diktsamlingar.
Grøn skapade över 300 skulpturer. De flesta finns i Nicaragua, men hennes konstverk finns också representerade i exempelvis Belgien, Colombia, Costa Rica, Danmark, Frankrike, USA, Mexiko, Peru, Spanien och Tyskland.
När någon frågade Grøn vilken som var hennes bästa skulptur svarade hon alltid La proxima (nästa).

## El Relevo
Grøns mest kända skulptur är El Relevo (stafettavlösningen), som står i Parque del Palacio de Comunicaciones i centrala Managua. José Vivó, professor i skulptur i Valencia, Spanien, har sagt följande om detta verk: Hennes arbete 'El Relevo' har på universitet runt om i världen blivit en symbol som visar överföringen av visdom och kunskap. Paradoxalt nog är det nästan ingen som vet namnet på den lysande artist som skapat detta underbara och beundrade arbete.

## Valda Konstverk
- Estatua del cacique Nicarao, Managua.
- Cabeza de Rubén Darío, Centro Escolar Rubén Darío, Ciudad Darío.
- "El Relevo", Managua.
- Bust of Rubén Darío, Miami, USA.